# Håkon (Erzbischof)
Håkon († 18. August 1267 in Trondheim) war erst Bischof von Oslo, später Erzbischof von Nidaros.
Über seine Familie und sein Herkommen ist nichts bekannt. Aber er hatte einen Sohn mit Namen Tore Håkonsson (oder Biskopsson). Dieser war einer der bedeutendsten Männer am Ende des 13. Jahrhunderts. Er war Baron und Kanzler. Der Historiker Edvard Bull der Ältere (1881–1931) meinte, dass Håkon verheiratet gewesen sei. Denn ein unehelich Geborener hätte niemals in eine solch hohe Stellung im Staat aufsteigen können. Wenn Håkon wirklich verheiratet gewesen sein sollte, dann war er der letzte verheiratete Bischof in Norwegen. Aber das muss Spekulation bleiben; denn die Ehelichkeit war keineswegs zwingende Voraussetzung für eine weltliche Karriere.
Håkon war ab 1247 Bischof von Oslo und wurde 1267 als Nachfolger Einar Smjørbak Gunnarssons gewählt, übte aber sein Amt nur wenige Monate bis zu seinem Tode aus.
Er war zunächst Schuldirektor und Mitglied des Domkapitels an der Hallvardskrche in Oslo. 1248 wurde er von Erzbischof Sigurd zum Bischof ernannt. Als 1263 nach dem Tode Einar Smjørbaks der Erzbischofsstuhl in Nidaros vakant wurde, schlug das Domkapitel den Abt des Klosters Tautra Birger zum Nachfolger vor. Doch diese Wahl entsprach nicht dem Wunsch König Magnus lagabætirs. Auch der Papst verwarf den Vorschlag und bestimmte vier norwegische Äbte, den neuen Bischof zu wählen. Sie wählten Bischof Håkon von Oslo, womit auch der König einverstanden war. Da er bereits Bischof war, bedurfte es keiner Weihe in Rom. Der Papst gestattete 1266, dass die Bischöfe von Bergen und Stavanger dem neuen Erzbischof das Pallium überreichten und ihm den Amtseid abnahmen. Die feierliche Amtseinführung fand am Gründonnerstag (14. April) 1267 in der Domkirche zu Nidaros statt. Bei dieser Gelegenheit weihte der neue Erzbischof auch Jörundur Þorsteinsson zum Bischof für das Bistum Hólar in Island. Aber schon am 18. August des gleichen Jahres starb Bischof Håkon.
Als Bischof von Oslo stattete er das dortige Domkapitel mit großem Landbesitz aus. Ein Stiftungsbrief von 1264 über den Landbesitz verpflichtete die Kanoniker, als Gegenleistung regelmäßig Seelenmessen für ihn und seine Mutter zu lesen und an seinem Todestag 30 Arme zu speisen. Er unterhielt auch ein gutes Verhältnis zum König. Er war der Leiter der Delegation, die Ingeborg, die Tochter König Erik Plovpennings von Dänemark, für die Ehe mit Magnus lagabætir nach Norwegen bringen sollte. Er setzte sich auch erfolgreich dafür ein, dass Magnus bei seiner Hochzeit auch gleich gekrönt wurde.